# Платоно-Александровское
Плато́но-Алекса́ндровское — село в Ханкайском районе Приморского края России. Входит в состав муниципального образования Сельское поселение Новокачалинское

## География
Село расположено на берегу озера Ханка.

## История
Образовано в 1879 году и было вначале казачьей станицей. Советская власть в селе установилась в 1922 году.
В 1930 году был образован колхоз им. Блюхера, переименованный затем в колхоз им. Чкалова. В 1960 году был образован одноимённый совхоз, который в 1964 году был передан в совхоз «Новокачалинский». На многие годы село Платоно-Александровское стало отделением Новокачалинского совхоза. Село было довольно большим, в нём стоял военный гарнизон, была средняя школа, дом культуры, библиотека, почта, медпункт.

## Население
| 1897 | 2002 | 2005 | 2010 |
| ---- | ---- | ---- | ---- |
| 647  | ↘464 | ↘461 | ↘269 |

Национальный состав
Преимущественно русские и украинцы.

## Известные люди
Сорокина, Людмила Андреевна — советский и российский педагог, музейный работник. Первый начальник музея военно-воздушных сил Северного флота.